# Каллио, Анжелика
Aнжелика Каллио (фин. Angelika Kallio; род. 15 сентября 1972, Рига) — латвийская и финская топ-модель. Она была самой успешной финской моделью 1990-х годов и работала на мировых подиумах для ведущих модельеров и Домов моды. Она появлялась на обложках самых известных международных глянцев.

## Юные годы
Анжелика Каллио родилась 15 сентября 1972 года в Риге. Когда Анжелике было 14 лет, её мать вышла замуж за гражданина Финляндии и вместе с дочерью переехала на постоянное место жительства в Хельсинки. Когда Каллио было 15 лет и она училась в русско-финской средней школе, её заметил агент из крупнейшего в Финляндии модельного агентства Paparazzi и подписал с ней контракт.

## Карьера
Мировая карьера Каллио началась в 1990 году с фотосъёмки для английского издания журнала Elle. Вскоре её заметил Karl Lagerfeld, который стал её покровителем, и это послужило началом тесного сотрудничества Каллио с престижным домом Моды Chanel.
В течение 1990-х годов Каллио появлялась на страницах и обложках таких престижных глянцев, как Amica,Vogue, Harper's Bazaar, Cosmopolitan, ELLE, Glamour, L'Officiel, Marie Claire , Esquire, Harper's Bazaar, Rolling Stone и W. Каллио также работала на подиуме для Versace, Chanel, Christian Lacroix, Nina Ricci, Anna Sui, Alexander McQueen, Jean Paul Gaultier, Lanvin, Victoria's Secret, Valentino, Armani, Roberto Cavalli, Prada, Fendi, Gianfranco Ferrè, Marc Jacobs, Donna Karan, Ralph Lauren, Oscar de la Renta, Michael Kors, Calvin Klein, Azzedine Alaïa, Carolina Herrera, Céline, Dolce & Gabbana, Helmut Lang и других. Она снималась в рекламе для многих ведущих брендов и крупных американских универмагов, включая Macy's and Neiman Marcus.
Анжелика Каллио работала во многих странах Европы и Америки и жила попеременно в Париже, Нью-Йорке и Майами. Она неоднократно появлялась на популярных американских телевизионных шоу, таких как a WABC-TV’s Eyewitness News and Hard Copy.
В 1993 году Каллио снялась в камео роли в романтической кинокомедии Консьерж, где главные роли исполняли Майкл Джей Фокс и Габриэль Анвар.
В 2000-е годы Каллио сотрудничала более десяти лет с американской фирмой Nicole Miller, a также основала собственный бизнес нижнего белья. Начиная с 2010 года, Каллио сотрудничала с популярной американской фирмой J.Crew. Она также появилась на обложке финского издания журнала Elle. Kаллио представляет агентство Ford Models в Нью-Йорке.

## Личная жизнь
Каллио живёт в Нью-Йорке со своим 13 летним сыном Максимо. Она состоит в гражданском браке с девелопером недвижимости Роем Стиллманом.
В 2005 году Каллио написала автобиографию Huippumallin päiväkirja («Дневники топ-модели»), которая была опубликована в Финляндии.